# هنريكو دروست
هنريكو دروست (بالهولندية: Henrico Drost)‏ هو لاعب كرة قدم هولندي في مركز قلب الدفاع، ولد في 21 يناير 1987 في كامبن في هولندا. شارك مع منتخب هولندا تحت 21 سنة لكرة القدم. أما مع النوادي، فقد لعب مع آر كي سي فالفيك ودي غرافشاب وفي في في فينلو ونادي إكسلسيور ونادي هيرنفين وناك بريدا.

## وصلات خارجية
- هنريكو دروست على موقع قاعدة بيانات كرة القدم.إي يو (الإنجليزية)
- هنريكو دروست على موقع عالم كرة القدم.نت (الإنجليزية)